# Застава дугиних боја
Застава дугиних боја је вишебојна застава која се састоји од боја дуге. Дизајни заставе се разликују, али многи се заснивају на седам спектралних боја црвене, наранџасте, жуте, зелене, плаве, индиго и љубичасте, које чине видљиви спектар. Стварна боја која се приписује плавој јесте цијан.
Данас се користи неколико различитих застава дугиних боја. ЛГБТ покрет представља прајд застава (од 1978). Међународна застава мира посебно је популарна у Италији (од 1961). Међународна задружна алијанса усвојила је заставу дугиних боја 1925. године. Сличну заставу користе андски индигенисти у Перуу и Боливији, како би истакли насљеђе Царства Инка (од око 1920).
Амерички писац и револуционар Томас Пејн предложио је да се застава дугиних боја користи као поморска застава за означавање неутралних бродова током рата.